# Kim Coates
Kim Coates, född 21 februari 1958 i Saskatoon, Saskatchewan, är en kanadensisk skådespelare, som har arbetat i både kanadensiska och amerikanska filmer och tv-serier. Han är troligtvis mest känd för sin roll som Tig Trager i TV-serien Sons of Anarchy.

## Biografi

### Uppväxt och karriär
Coates föddes i Saskatoon, Kanada, som son till Fred och Joyce Coates. Han hade aldrig sett en pjäs innan han såg en när han gick på University of Saskatchewan, där han valde drama som ämne. Där blev han förälskad i yrket och fortsatte vidare in på teatrarna. Coates har sagt att han valde drama av en slump och efter två år han visste att han ville bli skådespelare. Coates filmdebuterade i en film från 1986 som heter The Boy in Blue. Trots att det var en mycket liten roll, öppnades det upp dörrar för honom, och han har idag medverkat i en hel del titlar.

### Privatliv
Han bor numera i Los Angeles, Kalifornien med sin fru Diana och deras två barn, Kyla och Brenna. Coates blev amerikansk medborgare 2010. Han är god vän med skådespelaren William Fichtner, samt Kevin Costner och Sons of Anarchy-skådespelaren Theo Rossi.

## Filmografi

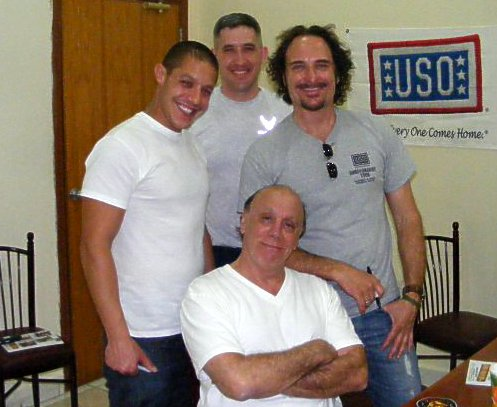
Kim Coates (t.h) i Kuwait med Dayton Callie (mitten), Theo Rossi (t.v), och en militär (bak).

### Filmer
| Titel                       | År   | Roll                              | Notering                                                    |
| --------------------------- | ---- | --------------------------------- | ----------------------------------------------------------- |
| The Boy in Blue             | 1986 | McCoyman #2                       |                                                             |
| Last Man Standing           | 1987 | Mr. Regan                         |                                                             |
| Palais Royale               | 1988 | Tony Dicarlo                      |                                                             |
| Kallt uppdrag               | 1989 | Mantha                            |                                                             |
| Blind Fear                  | 1989 | Ed                                |                                                             |
| The Amityville Curse        | 1990 | Frank                             |                                                             |
| Red Blooded American Girl   | 1990 | Dennis                            |                                                             |
| Den siste scouten           | 1991 | Chet                              |                                                             |
| Under Cover of Darkness     | 1992 | Ray Murdoch                       |                                                             |
| Oskyldigt blod              | 1992 | Ray                               |                                                             |
| Harmony Cats                | 1993 | Graham Braithwaite                |                                                             |
| Hotad till livet            | 1993 | Zack                              |                                                             |
| Klubben                     | 1994 | Mr. Carver                        |                                                             |
| Nära fiender                | 1994 | Det. Griffi                       |                                                             |
| Lady X                      | 1994 | Tommy Nolan                       |                                                             |
| The Spider and the Fly      | 1994 | John Deluca                       |                                                             |
| Klienten                    | 1994 | Paul Gronke                       |                                                             |
| The Shamrock Conspiracy     | 1995 | Sean Nolan                        |                                                             |
| Waterworld                  | 1995 | Drifter                           |                                                             |
| Bad Boys                    | 1995 | Biltjuv                           |                                                             |
| Breach of Trust             | 1995 | Palmer Davis                      |                                                             |
| Black Dog: Good Men and Bad | 1995 | Natchez John Dunn                 |                                                             |
| Unforgettable               | 1996 | Eddie Dutton                      |                                                             |
| Carpool                     | 1996 | Det. Lt. Erdman                   |                                                             |
| Lethal Tender               | 1997 | Montessi                          |                                                             |
| Married to a Stranger       | 1997 | Dr. Jesse Bethan                  |                                                             |
| Airborne                    | 1998 | Bob Murdoch                       |                                                             |
| Battlefield Earth           | 2000 | Carlo                             |                                                             |
| Auggie Rose                 | 2000 | Auggie Rose                       |                                                             |
| Ghost Hunter D              | 2000 | Ghost Hunter X                    |                                                             |
| XChange                     | 2000 | Toffler / Fisk 2                  |                                                             |
| Killing Moon                | 2000 | Clayton Durrell                   |                                                             |
| Pearl Harbor                | 2001 | Jack Richards                     |                                                             |
| Black Hawk Down             | 2001 | Master Sergeant Tim 'Griz' Martin |                                                             |
| Full Disclosure             | 2001 | Dave Lewis                        |                                                             |
| The Scream Team             | 2002 | Zachariah Kull                    |                                                             |
| Tunnel                      | 2002 | Geary                             |                                                             |
| Hollywood North             | 2003 | Scott DiMarco                     |                                                             |
| Open Range                  | 2003 | Butler                            |                                                             |
| Thoughtcrimes               | 2003 | Lars Etsen                        |                                                             |
| A Friend of the Family      | 2004 | David Snow                        |                                                             |
| Caught in the Headlights    | 2004 | Harry Eden                        |                                                             |
| Unstoppable                 | 2004 | Peterson                          |                                                             |
| Bandido                     | 2004 | Beno                              |                                                             |
| Assault on Precinct 13      | 2005 | Rosen                             |                                                             |
| The Island                  | 2005 | Charles Whitman                   |                                                             |
| Gisslan                     | 2005 | Nattvakten                        |                                                             |
| Silent Hill                 | 2006 | Officer Gucci                     |                                                             |
| King of Sorrow              | 2006 | Steve Serrano                     |                                                             |
| Skinwalkers                 | 2006 | Zo                                |                                                             |
| Grilled                     | 2006 | Tony                              |                                                             |
| 12 Hours to Live            | 2006 | Jack Bryant                       |                                                             |
| The Poet                    | 2007 | General Koenig                    |                                                             |
| Alien Agent                 | 2007 | Carl Roderick                     |                                                             |
| Late Fragment               | 2007 | Hank                              |                                                             |
| Hero Wanted                 | 2008 | Skinner McGraw                    |                                                             |
| A Gunfighter's Pledge       | 2008 | Tate                              |                                                             |
| 45 R.P.M.                   | 2008 | Constable Able Taft               |                                                             |
| Blood: A Butcher's Tale     | 2010 | Andris                            |                                                             |
| Sinners & Saints            | 2010 | Detective Dave Besson             |                                                             |
| A Little Help               | 2010 | Mel Kaminsky                      |                                                             |
| Resident Evil: Afterlife    | 2010 | Bennett                           |                                                             |
| Sacrifice                   | 2011 | Arment                            |                                                             |
| Goon                        | 2011 | Ronnie Hortense                   | Nominerad – Canadian Screen Awards för bästa manliga biroll |
| A Dark Truth                | 2012 | Bruce Swinton                     |                                                             |
| Robosapien: Rebooted        | 2013 | Porter                            |                                                             |
| Last Days Here              | 2014 | Bobby Liebling                    |                                                             |
| A Fighting Man              | 2014 | Fader Brennan                     |                                                             |
| By Virtue Fall              | 2014 |                                   |                                                             |
| Fallout Asylum              | 2014 | Marcus King                       |                                                             |

### Television
| Titel                          | År        | Roll                   | Notering                                                                                          |
| ------------------------------ | --------- | ---------------------- | ------------------------------------------------------------------------------------------------- |
| Miami Vice                     | 1987      | Gang Member            | 1 avsnitt                                                                                         |
| Poltergeist: The Legacy        | 1997      | Steven Romero          | 1 avsnitt; Nominerad – Gemini Award för bästa manliga biroll - Dramaserie                         |
| Dead Silence                   | 1997      | Theodore 'Ted' Handy   | TV-film; Nominerad – Gemini Award för bästa manliga biroll - Drama                                |
| Total Recall 2070              | 1999      | Rogue Android          | 1 avsnitt                                                                                         |
| CSI: Crime Scene Investigation | 2004      | Drake Snow             | 1 avsnitt                                                                                         |
| CSI: New York                  | 2005      | Detective Vicaro       | 1 avsnitt                                                                                         |
| Hercules                       | 2005      | Tiresias               | TV-film                                                                                           |
| Prison Break                   | 2006–2009 | Richard Sullins        | 6 avsnitt                                                                                         |
| Smallville                     | 2007      | Special Agent Carter   | 3 avsnitt                                                                                         |
| Cold Case                      | 2008      | Alessandro Rossilini   | 1 avsnitt                                                                                         |
| Entourage                      | 2008–2011 | Carl Ertz              | 2 avsnitt                                                                                         |
| CSI: Miami                     | 2008–2009 | Ron Saris              | 6 avsnitt                                                                                         |
| Sons of Anarchy                | 2008–2014 | Alexander "Tig" Trager | Huvudroll; 95 avsnitt Nominerad – PAAFTJ Television Awards för bästa ensemble i dramaserie (2013) |
| Human Target                   | 2010      | Bertram                | 1 avsnitt                                                                                         |
| Crossing Lines                 | 2013      | Genovese               | 2 avsnitt                                                                                         |